# Gasthaus zum Ochsen (Engen)

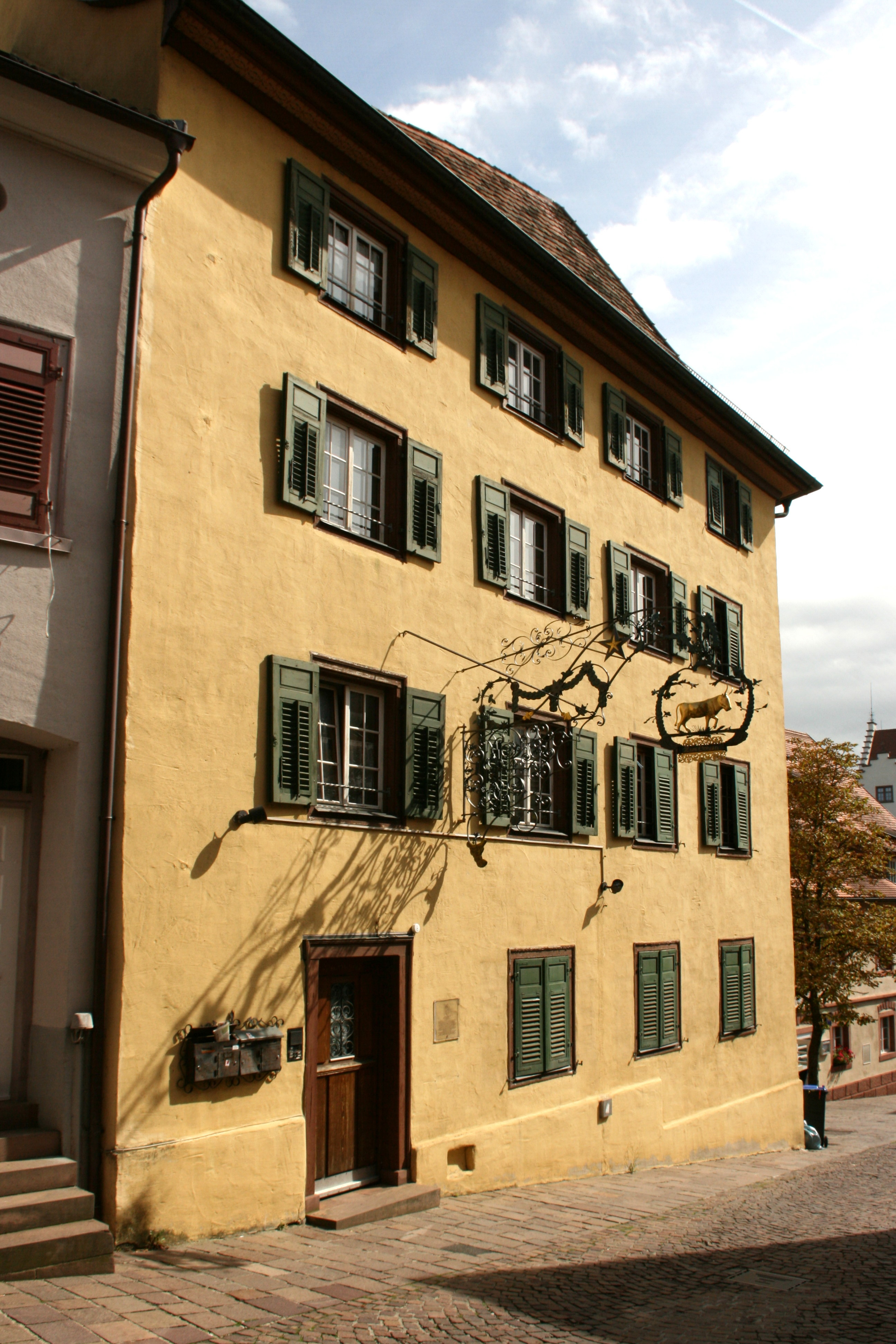
Gasthaus zum Ochsen in Engen

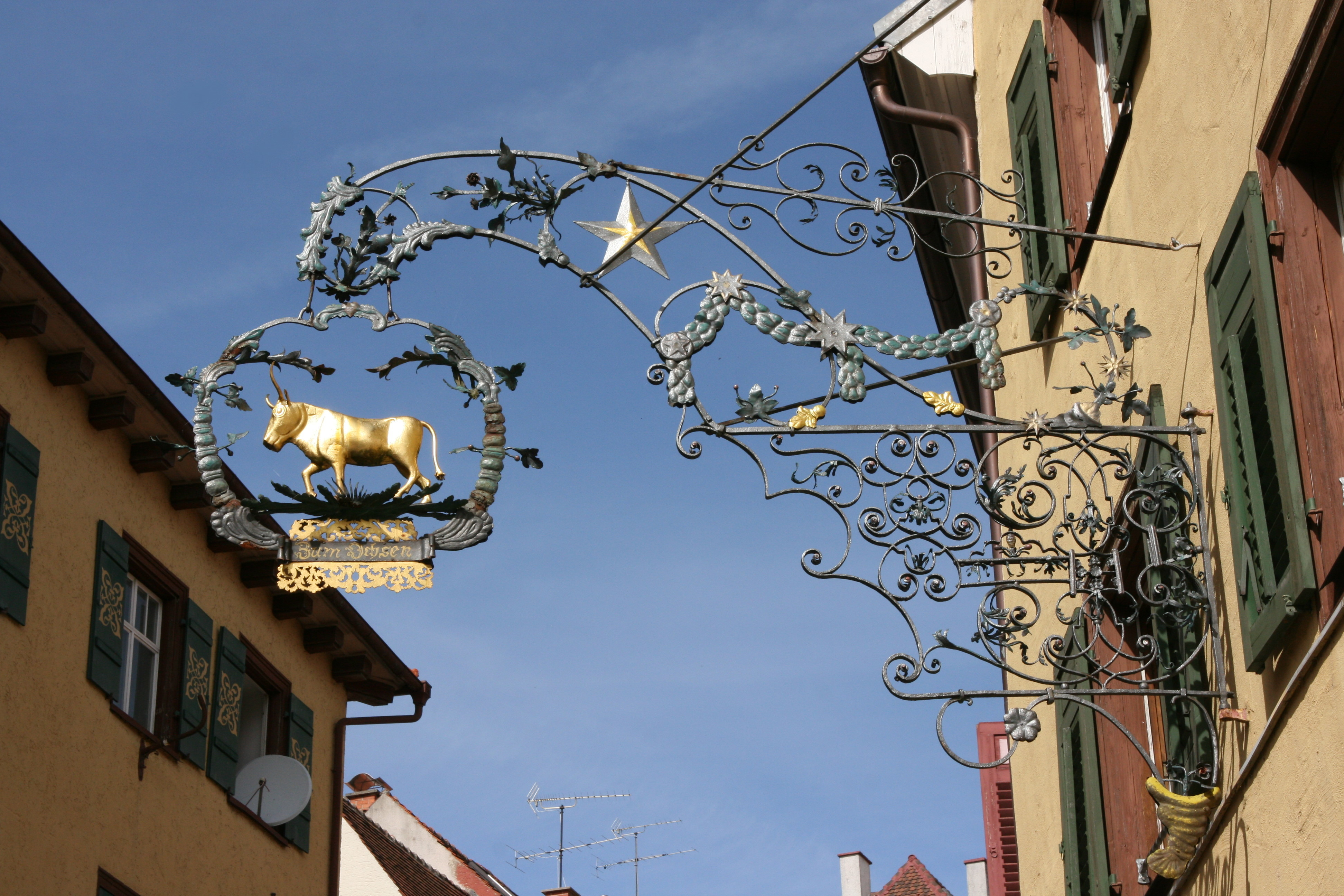
Ausleger

Das Gasthaus zum Ochsen in Engen, einer Stadt im Landkreis Konstanz in Baden-Württemberg, wurde im Jahr 1471 erstmals erwähnt. Das ehemalige Gasthaus an der Hauptstraße 33, an der Ecke zur Spendgasse, ist ein geschütztes Baudenkmal.

## Geschichte
Das Gebäude wurde als Stadthaus der Freiherren von Reischach erbaut. Ende des 16. Jahrhunderts kam es in den Besitz der Familie Vogler. Im 19. Jahrhundert fanden umfangreiche Umbauten und die Einrichtung des Gasthauses zum Ochsen statt. Seit Mitte des 20. Jahrhunderts wird das Gebäude nur noch als Wohnhaus genutzt.